# سامیر شریف‌اف
سامیر شریف‌اف (به ترکی آذربایجانی: Samir Şərifov) سیاستمدار اهل جمهوری آذربایجان است. وی ریاست وزارت دارایی جمهوری آذربایجان را به عهده دارد.

## زندگی‌نامه
سامیر شریف‌اف در ۷ سپتامبر سال ۱۹۶۱ زاده شد. وی دانش‌آموخته کارشناسی ارشد روابط اقتصادی بین‌الملل از دانشگاه ملی تاراس شفچنکو کی‌یف در سال ۱۹۸۳ می‌باشد. بین سال‌های ۱۹۸۳ تا ۱۹۹۱، فعالیت‌های شغلی خود را به عنوان اقتصاددان در نهادهای مرتبط با سیاست خارجی شوروی فعال در باکو و یمن آغاز نمود.
در سال ۱۹۹۱ الی ۱۹۹۵، مدیریت قسمت روابط اقتصادی بین‌الملل و بعد ریاست اداره در وزارت امور خارجه جمهوری آذربایجان را عهده‌دار شد. بین سال‌های ۱۹۹۵ الی ۲۰۰۱، به ترتیب به عنوان مدیر بخش و مدیر کل در بانک ملی آذربایجان کار نمود. در سال ۲۰۰۱، به سکانداری مدیر عامل صندوق دولتی نفت جمهوری آذربایجان رسید، که تا سال ۲۰۰۶ در این سمت باقی ماند. از سال ۲۰۰۳ تا ۲۰۰۶، متصدی کمیسیون شفافیت در صنعت ذخایر مدنی بود. از سال ۲۰۰۶ تاکنون مسئولیت وزارت دارایی جمهوری آذربایجان را عهده‌دار می‌باشد.
همزمان ریاست بخش بانک تجارت و توسعه دریای سیاه در امور جمهوری آذربایجان را نیز به عهده دارد.